# أوك بلوفس (ماساتشوستس)
أوك بلوفس (بالإنجليزية: Oak Bluffs, Massachusetts)‏ هي بلدة أمريكية تقع في الولايات المتحدة في مقاطعة دوكس (ماساتشوستس). يقدر عدد سكانها بـ 3,735 نسمة ومساحتها 67.2 كم2 وترتفع عن سطح البحر 9 متر.

## أعلام
- نورمان بريدويل
- جوزيف س. كارتر